# Jerzy Ossowski (ekonomista)
Jerzy Czesław Ossowski (ur. 1946 w Gdyni, zm. 11 maja 2023) – polski ekonomista, doktor habilitowany nauk ekonomicznych, profesor uczelni na Politechnice Gdańskiej. 
W latach 1999–2005 pełnił funkcję prodziekana ds. nauki na Wydziale Zarządzania i Ekonomii Politechniki Gdańskiej. W latach 1996–1999 oraz 2009–2014 pełnił funkcję Kierownika Katedry Nauk Ekonomicznych.

## Wybrane publikacje
- Ossowski Jerzy Czesław: Wybrane zagadnienia z mikroekonomii: pojęcia, problemy, przykłady i zadania. Sopot: Wyższa Szkoła Finansów i Rachunkowości, 2004. ISBN 83-918538-8-8. Brak numerów stron w książce
- Ossowski Jerzy Czesław: Modelowanie poziomu płac w mikro i makroskali: teoria i rzeczywistość gospodarcza Polski. Warszawa: Akademicka Oficyna Wydawnicza Exit, 2013. ISBN 978-83-7837-015-4. Brak numerów stron w książce
- Ossowski Jerzy Czesław: Modele klasy logarytmiczno-liniowej w analizie efektywności procesu produkcji. Gdańsk: Wydawnictwo Uniwersytetu Gdańskiego, 1989. ISBN 83-7017-212-1. Brak numerów stron w książce